# Коста-ду-Сауипе

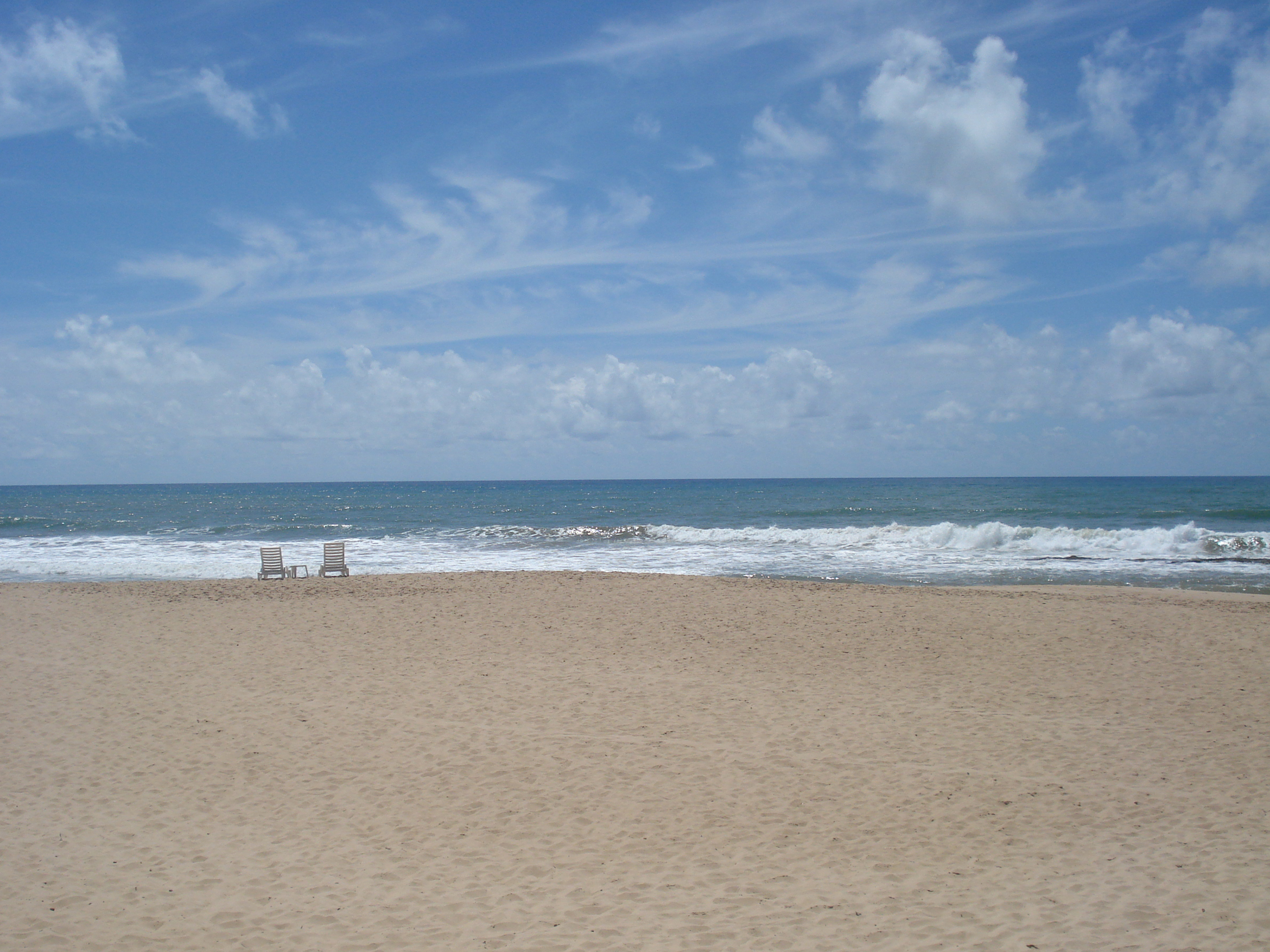
Пляж в Коста-ду-Сауипе

Коста-ду-Сауипе (порт. Costa do Sauípe) — бразильский курорт, расположенный на одноимённом полуострове вблизи города Салвадор, штат Баия и протянувшийся на многие километры вдоль побережья Атлантического океана среди песчаных пляжей с дюнами, кокосовых рощ и экзотической растительности. Элитный туристический комплекс занимает всю территорию курорта, до которого из аэропорта Салвадора можно добраться примерно за час, в зависимости от расположения отеля, на автобусе. Из Рио-де-Жанейро (1565 км) или Сан-Паулу (1849 км) сюда можно добраться самолётом. 
Среднегодовая температура воздуха составляет 28 градусов, температура воды на океанских пляжах с обеих сторон — на 3 градуса ниже. 
Для размещения отдыхающих в Коста-ду-Сауипе построены пяти- и четырёхзвёздочные отели.

## География
Коста-ду-Сауипе расположен в северной части атлантического побережья бразильского штата Баия, к северу от города Салвадор. Окаймлённый с двух сторон белоснежными песчаными пляжами полуостров Коста-ду-Сауипе напоминает с высоты зелёный равнобедренный треугольник. Со стороны материка находится озеро Вака Тонта с тропическими лесами южнее.

## Достопримечательности
- Туристический посёлок Villa Nova в виде бразильской деревни.
- Природные бассейны Папа Женче (Papa Gente) в виде лагун, заполненных прозрачной морской водой.
- Форт Гарсия д’Авила (Castelo Garcia D'Ávila) — одна из самых старых построек португальцев в Бразилии.

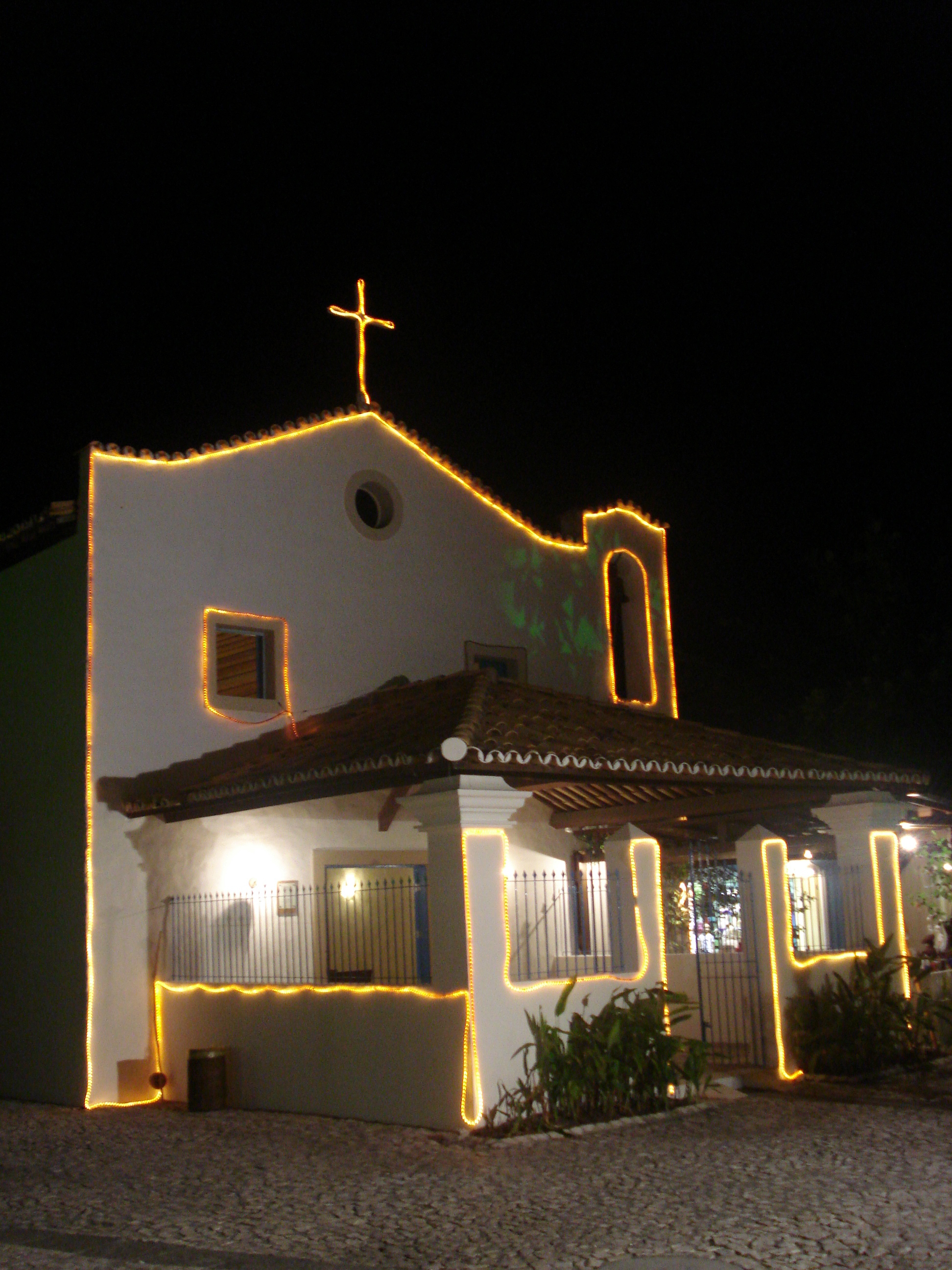
Villa Nova ночью
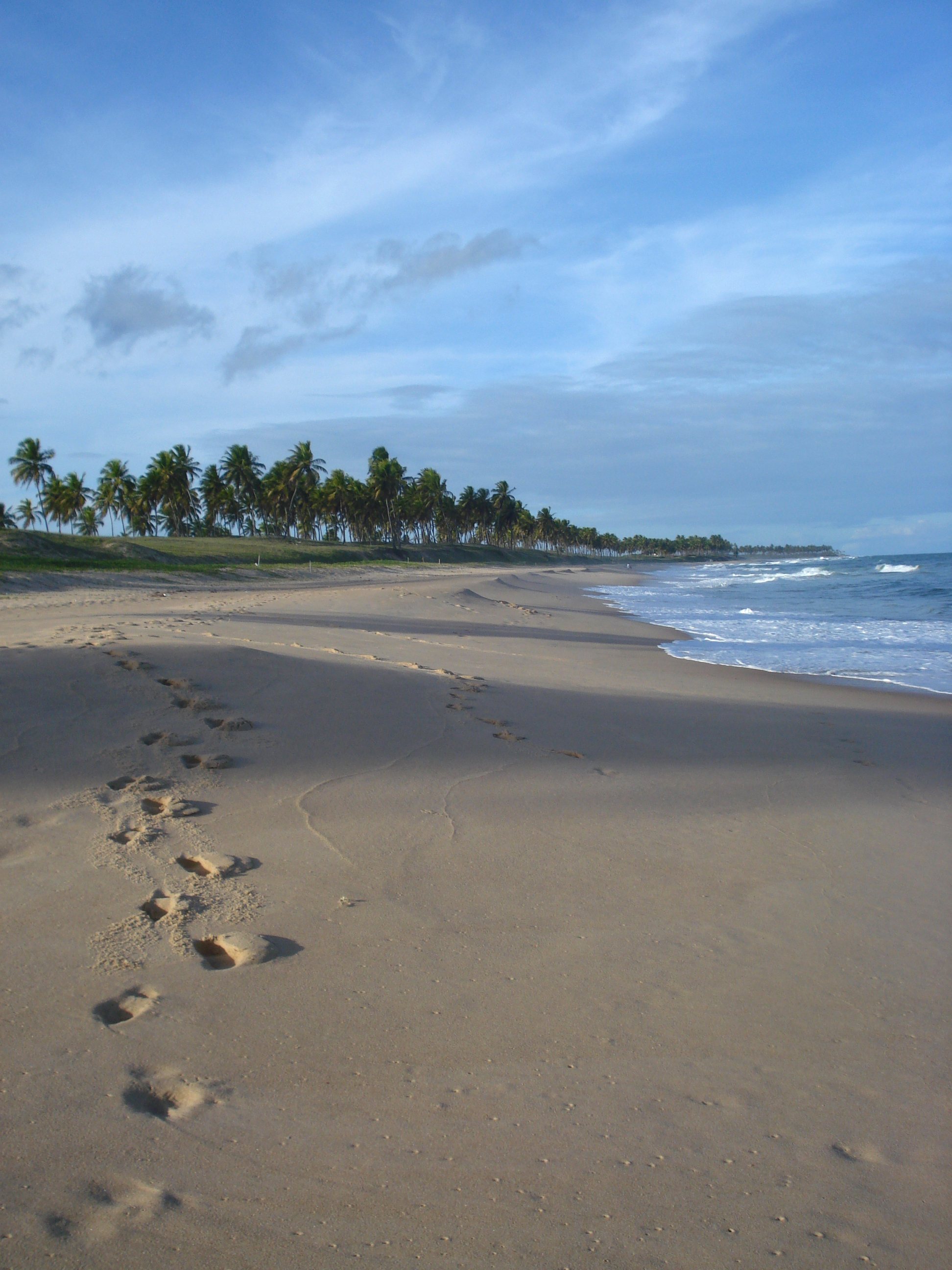
Белоснежные песчаные пляжи
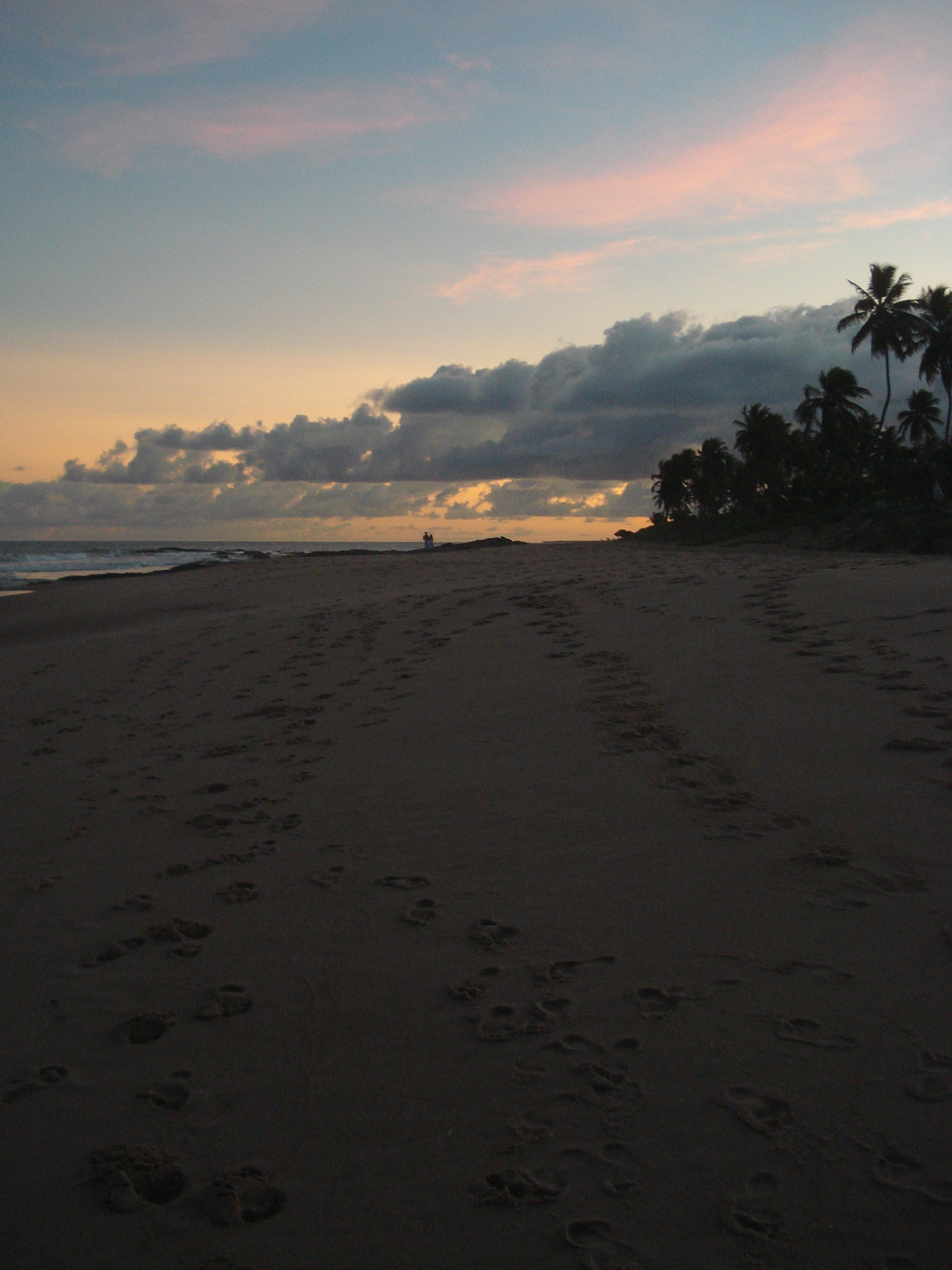
Смеркается
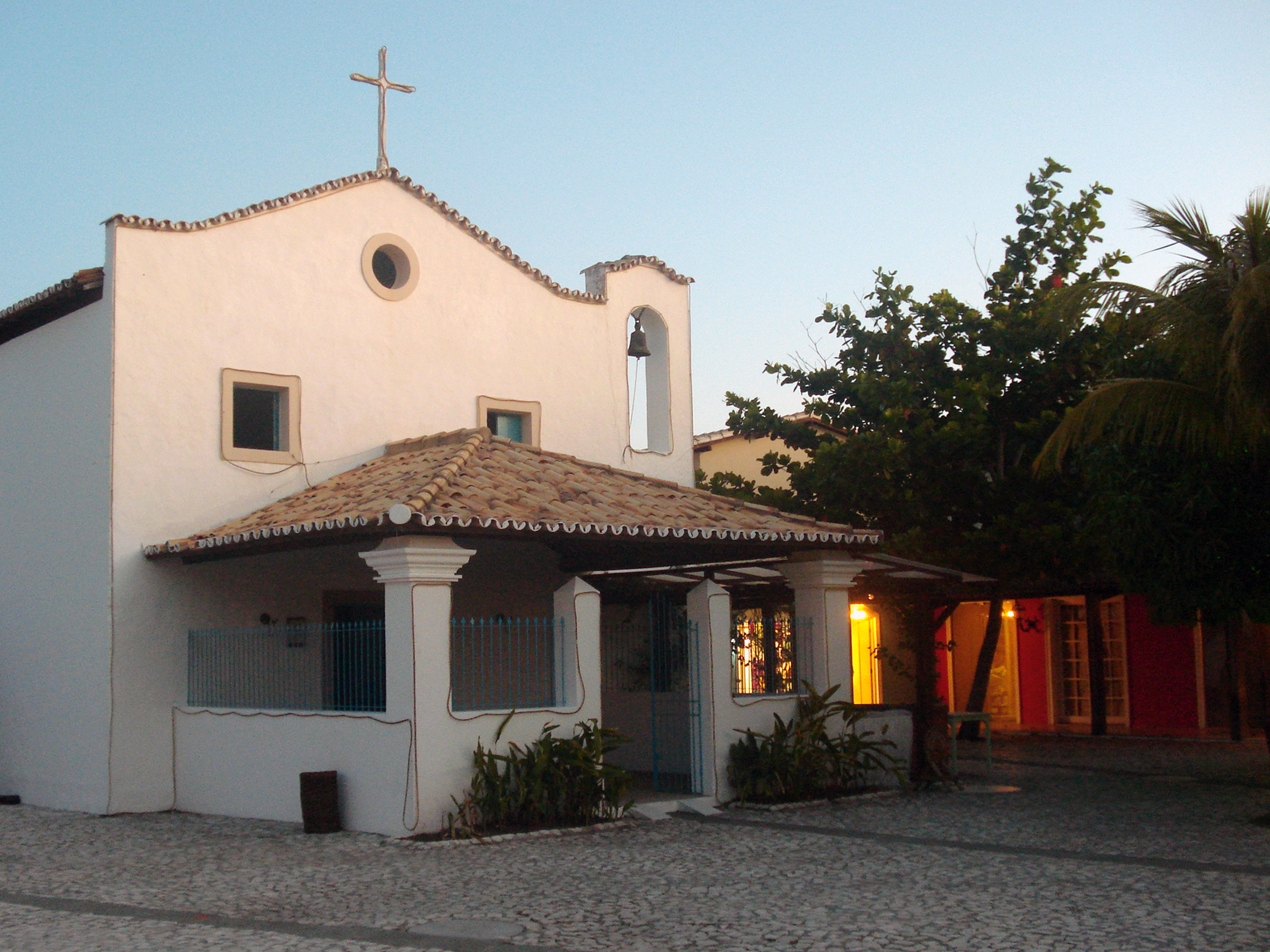
Villa Nova
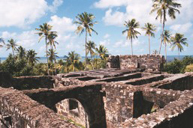
Форт Гарсия д’Авила
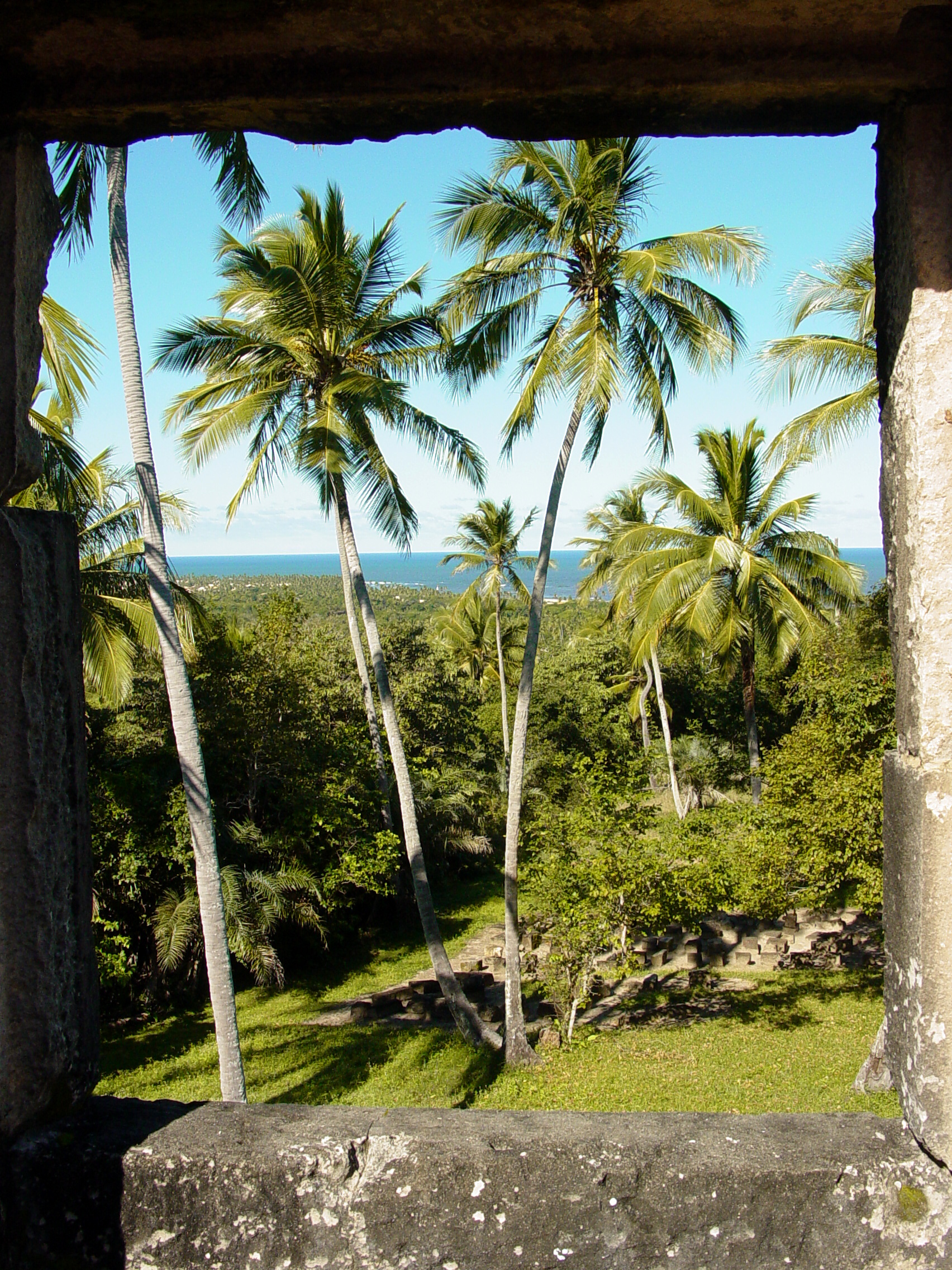
Вид из амбразуры форта

## Развлечения
Зелёное поле для гольфа на 18 лунок, теннисные корты, центры водного спорта на морском побережье и у озера, центр верховой езды, СПА-центр и элитный шопинг-центр.
Однако мировую известность Коста-ду-Сауипе получил благодаря проведению в феврале ежегодного теннисного турнира ATP тура Brasil Open (порт. Brasil Open de Tênis). До 2002 года здесь проводились также и женские соревнования. Теннисный центр со своими 15 кортами привлекает известных теннисистов со всего мира. C 2012 года турнир переехал в Сан-Паулу.

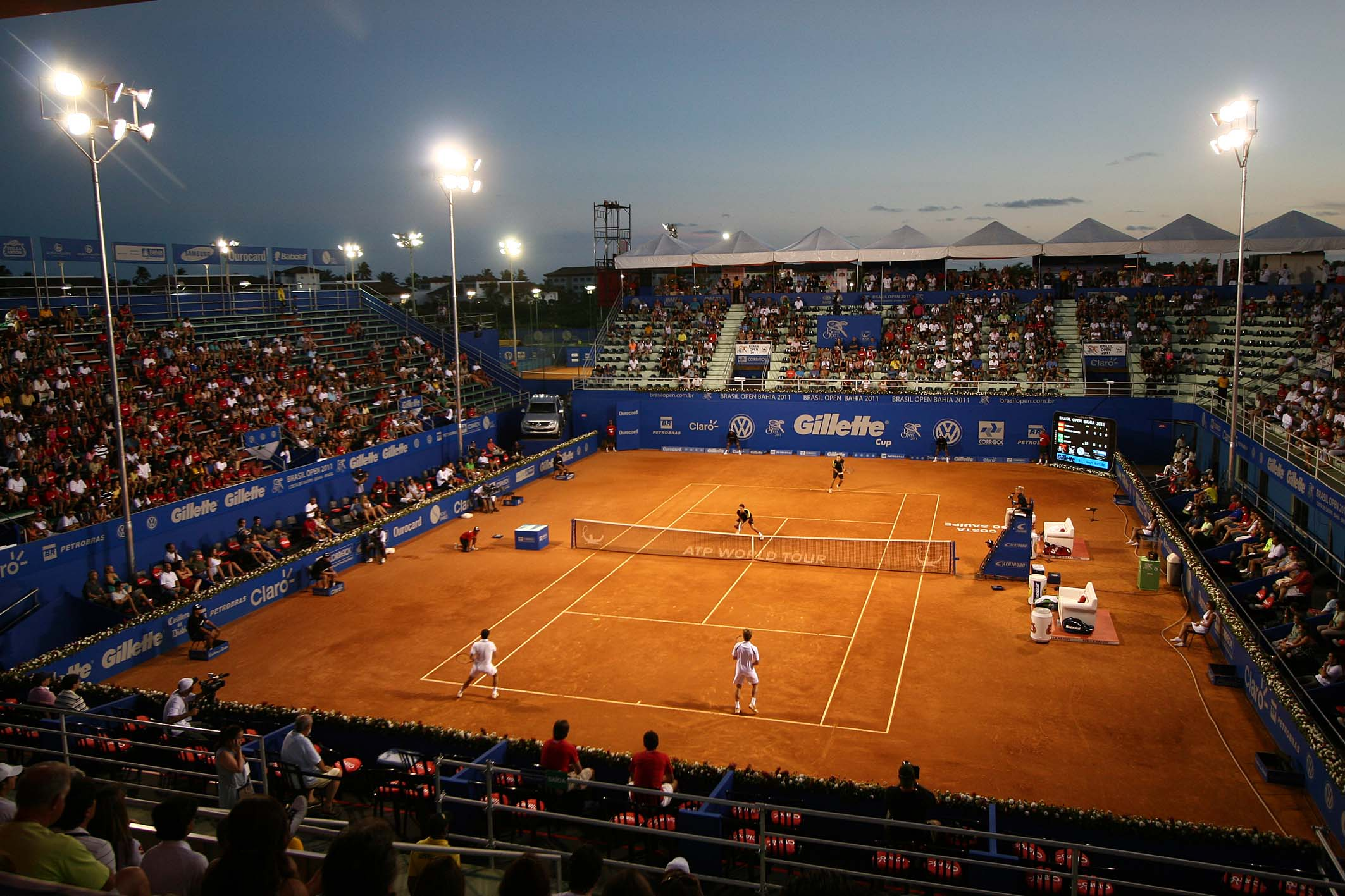
Центральный теннисный корт Brasil Open 2011